# Kèn lá
Kèn lá là nhạc cụ rất đơn giản, có nguồn gốc tiếng Trung là mộc diệp (木叶) - kèn lá của một số dân tộc Trung Quốc. Sau đó nó phổ biến trong các cộng đồng dân tộc ở Tây Bắc, Việt Nam và Campuchia. Người Khmer gọi kèn lá là slek (ស្លឹក).

## Cấu tạo
Người ta chỉ cần lấy 1 chiếc lá cây, cắt phần cuống, gấp đôi theo sống lá để có 1 chiếc kèn đơn sơ. Tuy nhiên, không phải lá cây nào cũng làm được kèn, phải chọn lá phù hợp, còn nguyên vẹn và tươi tốt. Nếu lá héo thì không thể làm kèn được.

## Âm vực
Kèn lá có âm thanh cao, vang xa lảnh lót, rất khó tạo ra âm trầm. Nếu bản nhạc có những nốt trầm, người thổi sẽ nâng những nốt đó lên 1 quãng tám để thổi dễ dàng hơn. Kèn lá diễn tả những âm thanh mang nét đặc thù của thiên nhiên (tùy theo tài nghệ của người thổi), âm vực của kèn là giống kèn bầu ở quãng cao, nghe hơi chói tai.

## Cách thổi
Để sử dụng kèn lá, người ta thổi theo cách huýt gió, mô phỏng giai điệu của bài nhạc. Chính vòm hàm và khoang miệng của người thổi sẽ tạo ra âm thanh của kèn lá. Tuy là nhạc cụ đơn giản, nhưng kèn lá có thể phát ra những giai điệu nhanh (vivac) và ngắt (staccato). Người ta sử dụng kèn lá để độc tấu có dàn nhạc đệm hoặc hòa tấu với các nhạc cụ khác.
Kèn lá là nhạc cụ dùng để giải trí, giúp trai gái tỏ tình, múa hát v.v.
Danh sách nhạc cụ cổ truyền Trung Quốc